# Уолдайа
Уолдайа (англ. Wholdaia Lake) — озеро в Северо-Западных территориях в Канаде. Расположено на юго-востоке территории, западнее озера Сноуберд. Одно из больших озёр Канады — площадь водной поверхности 608 км², общая площадь — 678 км², двенадцатое по величине озеро Северо-Западных территорий. Высота над уровнем моря 336 метров. Озеро имеет сложную форму и изобилует рукавами, заливами, полуостровами. Самый крупный остров Иннес имеет площадь 8,7 км². Река Дубонт впадает в северо-западный угол озера, а вытекает из северо-восточного и течёт через ряд озёр (Бойд, Барлоу, Николсон, Дубонт, Уортон, Марьори, Беверли) в реку Телон (бассейн Гудзонова залива). Первым европейцем, побывавшим на берегах озера, был Самюэль Хирн в 1770 году.
В летнее время озеро становится одним из центров любительского рыболовства в Канаде. Специализация: озёрная форель и арктический хариус.